# Münchhausen (film)
Münchhausen är en tysk äventyrsfilm från 1943 i regi av Josef von Báky. Berättelsen är inspirerad av den tyske adelsmannen Baron von Münchhausens skrönor om sina äventyr.

## Handling
Efter en kostymbal i nutid berättar baron Münchhausen några historier om sin föregångares äventyrliga liv på 1700-talet. Denne träffar bland annat svartkonstnären Cagliostro, installeras vid Katarina den storas hov i Sankt Petersburg och deltar i kriget mot turkarna. Han skjuts med en kanonkula till Istanbul, där han ur sultanens harem befriar en prinsessa. Med henne flyr han till Venedig, där han utkämpar en värjduell och slutligen avseglar med en luftballong till månen.

## Rollista (i urval)
- Hans Albers - Baron Münchhausen
- Wilhelm Bendow - Der Mondmann
- Brigitte Horney - Zarin Katharina II
- Michael Bohnen - Herzog Karl von Braunschweig
- Ferdinand Marian - Graf Cagliostro
- Hans Brausewetter - Freiherr von Hartenfeld
- Hermann Speelmans - Christian Kuchenreutter
- Marina von Ditmar - Sophie von Riedesel
- Andrews Engelmann - Fürst Potemkin
- Käthe Haack - Baronin Münchhausen
- Leo Slezak - Sultan Abdul-Hamid
- Hubert von Meyerinck - Anton Ulrich
- Gustav Waldau - Casanova
- Ilse Werner - Isabella d'Este
- Eduard von Winterstein - Münchhausens far

## Om filmen
Nazisternas propagandaminister Joseph Goebbels beställde Münchhausen inför 25-årsfirandet av Universum Film AG. Filmen hade premiär i mars 1943, en månad efter Goebbels Sportpalatstal, då han försökte höja moralen hos folket efter att den tyska arméns stridsframgångar vänt.